# Moisés Ville

Moisés Ville é uma comuna da província de Santa Fé, na Argentina.